# Języki Albanii

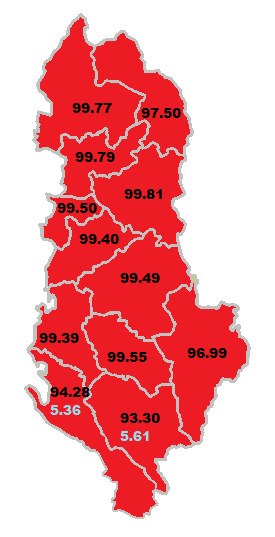
Procent osób posługujących się językiem albańskim, na podstawie spisu ludności w 2011 r.

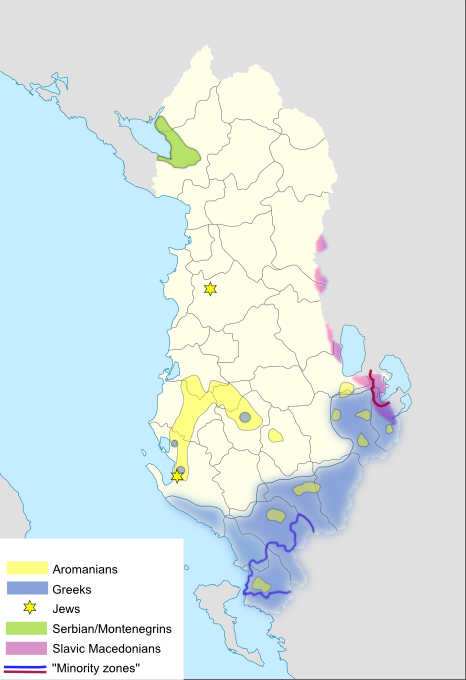
Regiony zamieszkałe przez poszczególne grupy etniczne i językowe.

Albania jest krajem homogenicznym pod względem etnicznym. Większość mieszkańców posługuje się oficjalnym językiem kraju, czyli albańskim. Wyróżnia się dwa dialekty: toskijski (występujący na południu kraju) i gegijski (na północy). Poza językiem urzędowym Albańczycy znają także włoski, grecki, francuski, niemiecki i angielski.
Albańczycy stanowią jeden z najbardziej wielojęzycznych narodów w Europie. Wielu mieszkańców posługuje się włoskim. Ze względu na mniejszość narodową grecką, która zamieszkuje rejony południowe, rozpowszechniony jest także język grecki. W ostatnich latach gwałtownie rośnie znajomość angielskiego, głównie wśród młodszych obywateli. Mniejszości etniczne posługują się także macedońskim, romskim i arumuńskim.

## Język albański
W art. 14. Konstytucji Albanii znajduje się zapis, że „językiem urzędowym w Republice Albanii jest albański”. Według spisu ludności z 2011 r. język ten jest językiem ojczystym dla 2 765 610 osób, co stanowi 98,8% ludności kraju.

### Dialekty
Standardowa odmiana albańskiego w dużej mierze opiera się na dialekcie toskijskim, który występuje na południu kraju. Dialektem gegijskim posługują się mieszkańcy północy oraz albańska ludność Kosowa. Umowną granicę pomiędzy dialektami stanowi rzeka Shkumbin. Choć obie odmiany znacznie się różnią, są one wzajemnie zrozumiałe.

## Języki mniejszości

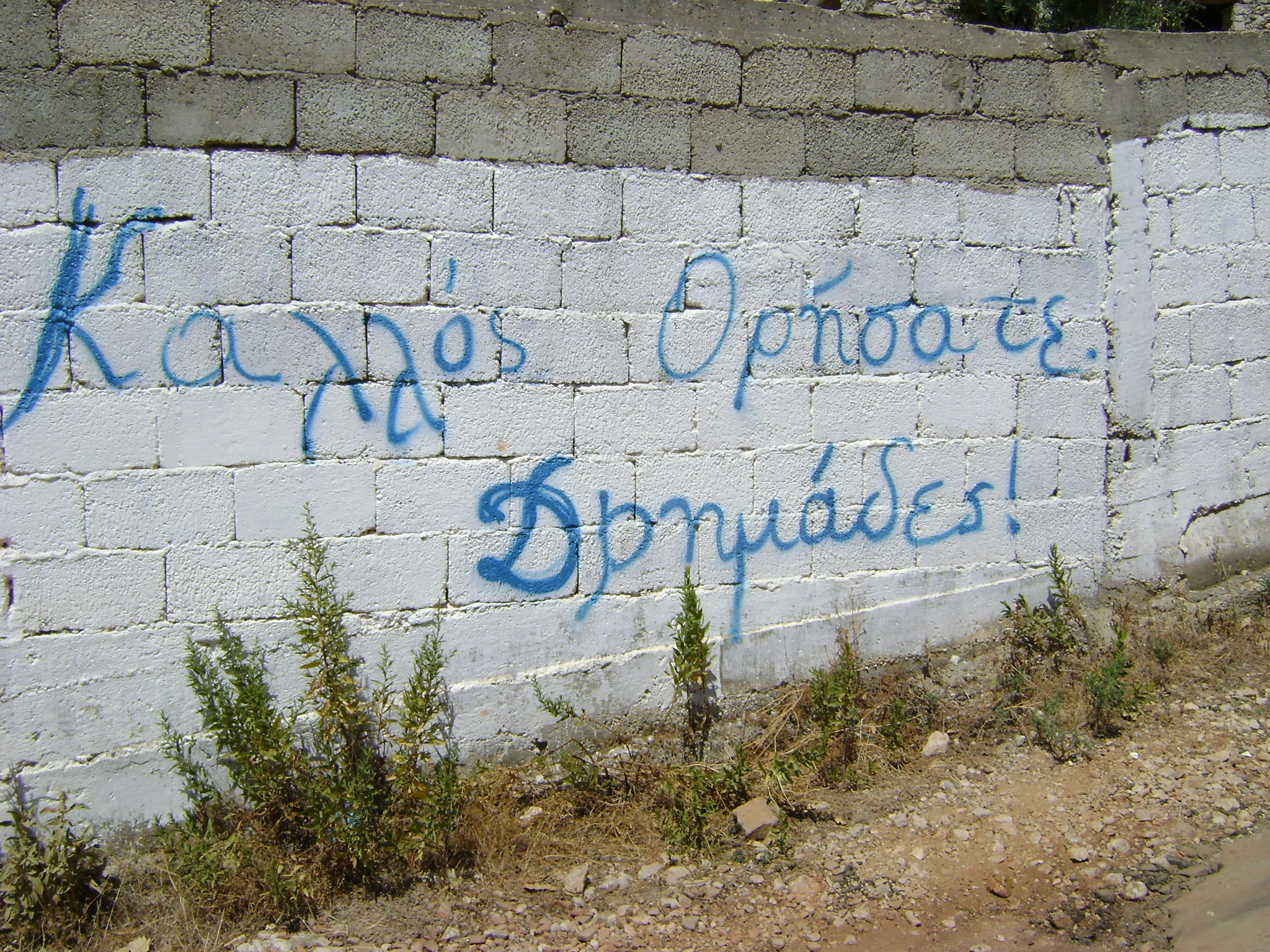
Graffiti w miejscowości Dhërmi. Grecki napis głosi: „Witamy w Drymades".

### Język grecki
Grecki stanowi najbardziej rozpowszechniony język mniejszości w Albanii oraz najpopularniejszy język obcy. Trudno jest określić rzeczywistą liczbę osób posługujących się tym językiem, ponieważ dane na temat populacji Greków w Albanii są sporne. Grecy w Albanii posługują się nowoczesną, południową odmianą języka. Wśród zapożyczeń w języku albańskim pojawiają się archaiczne formy i słowa z nowogreckiego i dialektów południowego Epiru. Pomimo niewielkich odległości pomiędzy miastami widoczne są różne odmiany języka. Różnice zauważalne są głównie w akcencie. Ponadto wielu Albańczyków posługuje się greckim, co ma związek z emigracją do Grecji.

### Język arumuński
Arumuński jest językiem ojczystym dla około 100-200 tys. Arumunów mieszkających w Albanii. Zamieszkują oni głównie południe i centrum kraju. Według albańskiego prawa są oni uznani za mniejszość kulturową (jako Wołosi).

### Język macedoński
Według spisu powszechnego z 1989 r. około 5 tys. osób posługuje się macedońskim. Większość z nich mieszka w południowo-wschodnich rejonach Albanii, w okolicach jeziora Prespa. Macedończycy są oficjalnie uznaną mniejszością w gminie Pustec. Jednak tylko Macedończycy mieszkający w Pustec mają prawo zadeklarować swoją narodowość i język. Według danych macedoński organizacji Albanię zamieszkuje 120-350 tys. Macedończyków. Na arenie politycznej reprezentuje ich Sojusz europejskiej integracji Macedończyków (ang. Alliance of Macedonians for European Integration), który w wyborach w 2011 r. otrzymał ok. 2 500 głosów.

### Język romski
W Albanii żyje dziś ok. 10 tys. Romów. Zachowali oni swój język, mimo że nie ma możliwości uczenia się go.

### Język serbsko-chorwacki
Językiem serbsko-chorwackim posługują się mieszkańcy północnej Albanii, w pobliżu granic z państwami dawnej Jugosławii – Serbii i Czarnogóry.

## Języki obce

### Język włoski
Włoski jest najlepiej znanym językiem obcym w Albanii. W czasach, gdy Albania znajdowała się pod protektoratem włoskim, posiadał również status języka oficjalnego. Większość osób posługujących się tym językiem nauczyło się go dzięki włoskiej telewizji. Pod koniec reżimu komunistycznego mieszkańcy wybrzeża Morza Adriatyckiego mieli dostęp do włoskich kanałów telewizyjnych.
Wśród osób starszych włoski również jest dość popularny, ponieważ w latach 30. nauczany był w szkołach, po tym jak król Albanii Zogu I w 1933 r. wydał dekret, który wprowadzał włoski do szkół.

### Język angielski
Angielski jest popularny głównie wśród młodego pokolenia. Od lat 90. jest najpopularniejszym językiem obcym w albańskich szkołach. Według danych z 2006 r. ponad 65% dzieci mówiło płynnie po angielsku.
Język przybył do Albanii w 1921 r., gdy Albańskie Szkoła Zawodowa wprowadziła go przy wsparciu amerykańskiego Czerwonego Krzyża. Szkoła działała do roku 1933. Wówczas to rząd Księstwa Albanii ustanowił angielski drugim językiem urzędowym. Gdy władzę przejęli komuniści, głównym językiem obcym nauczanym w szkołach stał się rosyjski.

### Inne języki
W miejscowościach Korçë i Gjirokastër w okresie komunizmu działały francuskie szkoły średnie, ze względu na fakt, że komunistyczny lider Albanii, Enver Hoxha, studiował na uniwersytecie w Montpellier we Francji i po dojściu do władzy postanowił zwiększyć znaczenie tego języka. Albania jest członkiem Międzynarodowej Organizacji Frankofonii. Większość osób posługujących się francuskim zamieszkuje głównie okolice wspomnianych wcześniej dwóch miast.
W latach 50. do szkół i na uniwersytety wprowadzono rosyjski, który był tzw. lingua franca państw Bloku Wschodniego. Rosyjskiego nauczano aż do rozłamu sowiecko-albańskiego w 1961 r. 
W wyniku ideologicznych sporów z ZSRR Albania zacieśniła swoje stosunki z Chinami. W związku z tym wielu Albańczyków wyjeżdżało na studia do Chin i uczyło się tam chińskiego. Również po upadku komunizmu w Albanii w 1991 r. młodzi ludzie wyjeżdżali do Kraju Środka. 